# Mittenothamnium fruticellum
Mittenothamnium fruticellum là một loài Rêu trong họ Hypnaceae. Loài này được (Mitt.) Cardot mô tả khoa học đầu tiên năm 1913.